# Ioan Țonea
Ioan G. Țonea (n.  ?) a fost un general român, care a luptat în cel de-al Doilea Război Mondial.
A fost trecut în rezervă pentru limită de vârstă începând cu data de 16 septembrie 1941, prin decretul nr. 2.456 din 29 august 1941. Acest decret a fost rectificat prin decretul 2.666 din 22 septembrie 1941, iar generalul Țonea a fost menținut în continuare în activitate cu gradul avut cu începere de la data de 16 septembrie 1941 până la data demobilizării armatei. Decretul nr. 2.666 din 22 septembrie 1941 a fost anulat prin decretul 3.153 din 12 noiembrie 1941 și s-a stabilit că generalul de brigadă Ioan Țonea va fi menținut în activitate nu până la demobilizarea armatei, ci până la data de 16 septembrie 1943.

## Decorații
- Ordinul „Coroana României” în gradul de Comandor cu însemne militare (9 mai 1941)[3]